# 广兴洲镇
广兴洲镇，中华人民共和国湖南省岳阳市君山区下属的一个镇，位于君山区中北部，长江与洞庭湖交汇夹角地带。

## 建制沿革
- 解放前，属湖北省监利县江南乡；
- 1950年，划属岳阳县，为第八区，后名广兴洲区；
- 1954年，改为建制镇，仍属岳阳县；
- 1996年，划归君山区管辖。

## 行政区划
广兴洲镇下辖1个社区、22个行政村：
- 广兴洲社区
- 洪市、保安、庆丰、联合、同兴、前锋、西湖、普兴、永庆、光明、广兴、农科、江南、胜利、五丰、北洲、合兴、江陵、五一、黄安、镇西、南洲
- 团湖公园